# Pinpon
PinPon（ピンポン）とは、東京に本社を置くベンチャー企業【PinPon株式会社】が2021年開始の実店舗向けリモートショッピング用アプリケーションである。

## 機能
『PinPon』は実際に店舗へ買い物に行ったかのような感覚が味わえるリモートショッピングアプリです。
ユーザーは配信中の「店舗」（配信ルーム）を自由に入室し、視聴できます。店舗へ質問をするにはコメントはもちろん、ビデオ通話の形で店舗とリアルタイムでコミュニケーションを取ることも可能になり、よりリアルなショッピング体験。
店舗は配信ルームを立ち上げると、全ユーザーから視聴されることができるため、独自の集客が要らず、販売に集中することができます。

## ライブコマースとの違い
まず、一般的なライブコマースアプリではECと連動しており、もしくはアプリ内のカートシステムによる購入になります。
PinPonは直接店舗の販売者とやり取りができ、ECを使わずに販売・購入ができます。
また、配信者は商品に熟知した店舗スタッフが販売しますのでより商品の魅力を伝えることができ、ユーザーの購買意欲が掻き立てられることで、ショッピングが活性化します。
さらに、「ピンポン」というボタンで配信者とビデオ通話できるため、従来型のライブコマースのように実演販売しなくても、ユーザーが会話を求めるときに「ピンポン！」という音が鳴ります。店舗スタッフはこの音が鳴った際に対応をするという形式ですので販売の隙間時間にオンラインでの販売が可能となります。